# Jack Brooks (politik)
Jack Brooks (18. prosince 1922 Crowley, Louisiana, USA – 4. prosince 2012 Beaumont, Texas, USA) byl americký demokratický politik. V roce 1939 se zapsal na Lamar University v oboru žurnalistika. Později přešel na Texaskou univerzitu v Austinu, kde získal titul B.A. V letech 1953-1967 byl členem Sněmovny reprezentantů Spojených států amerických za druhý obvod státu Texas. V letech 1967-1995 pak za devátý obvod stejného státu.